# Геммелл, Мэри
Мэ́ймар «Мэ́ри» Ге́ммелл (англ. Maymar "Mary" Gemmell; род. 16 августа 1938, Торонто) — канадская и американская кёрлингистка и тренер по кёрлингу.
В составе женской сборной США участница чемпионата мира 1991 (заняли десятое место). Чемпионка США среди женщин (1991). Двукратная чемпионка Канады среди ветеранов (1990, 1993).
Играла на позиции четвёртого. Была скипом команды.

## Достижения
- Чемпионат США по кёрлингу среди женщин: золото (1991).

- Чемпионат Канады по кёрлингу среди ветеранов: золото (1990, 1993), серебро (1999).

- В 2009 введёна в Зал славы канадского кёрлинга[4][5].

## Команды
| Сезон                       | Четвёртый      | Третий          | Второй            | Первый         | Запасной          | Турниры                         |
| --------------------------- | -------------- | --------------- | ----------------- | -------------- | ----------------- | ------------------------------- |
| Канада                      |                |                 |                   |                |                   |                                 |
| 1998—99                     | Мэймар Геммелл | Verna Sivucha   | Linda Vanderlinde | Jean McKenzie  |                   | ЧКВ 1999                        |
| 2001—02                     | Мэймар Геммелл | Brenda Johnston | Arlene Stepanick  | Barbara Gordon |                   | ЧКВ 2002 (7 место)              |
| 2003—04                     | Мэймар Геммелл | Jan Pula        | Brenda Johnston   | Bev Jarrett    |                   | ЧКВ 2004 (8 место)              |
| США                         |                |                 |                   |                |                   |                                 |
| 1990—91                     | Мэри Геммелл   | Джуди Джонстон  | Джанет Хантер     | Бренда Янчик   | Сьюзан Аншуц (ЧМ) | ЧСШАЖ 1991 · ЧМ 1991 (10 место) |
| Кёрлинг среди смешанных пар |                |                 |                   |                |                   |                                 |
| 2013—14                     | Мэймар Геммелл | Alan Gemmell    |                   |                |                   | ЧСШАСП 2014 (5 место)           |

(скипы выделены полужирным шрифтом)

## Результаты как тренера национальных сборных
| Год  | Турнир                                              | Сборная              | Место |
| ---- | --------------------------------------------------- | -------------------- | ----- |
| 2014 | Чемпионат мира по кёрлингу среди смешанных пар 2014 | США (смешанная пара) | 19    |